# J'aime regarder les filles (film)
Pour les articles homonymes, voir J'aime regarder les filles.
Pour plus de détails, voir Fiche technique et Distribution.
J'aime regarder les filles est le premier long métrage de Frédéric Louf, sorti en juillet 2011.
Le film marque les débuts remarqués de Pierre Niney, pensionnaire de la Comédie-Française — qui interprète le rôle principal —, Lou de Laâge et Audrey Bastien. Deux sociétaires de la Comédie-Française sont également à la distribution : Michel Vuillermoz et Hervé Pierre.
Le titre est emprunté à Patrick Coutin, auteur d'une chanson du même nom datant de 1981.

## Synopsis
Primo Bramsi (Pierre Niney) loue une chambre d'étudiant à Paris, il redouble sa terminale. Il est persuadé qu'il va obtenir son baccalauréat, malgré ses résultats scolaires inquiétants. Son père Pierre (Michel Vuillermoz), est fleuriste en province. Son frère ainé Nino (Johan Libéreau) travaille avec son père. Malick (Ali Marhyar) loue la chambre voisine de Primo et est son ami. Le 10 mai 1981, veille de l'élection présidentielle, il rencontre Gabrielle (Lou de Laâge) dont il tombe éperdument amoureux au premier coup d'œil. Le seul problème est que les deux lycéens ne fréquentent pas le même milieu. Primo essaye de se faire une place dans cette société bourgeoise parisienne qui lui semble si difficile d'accès. Pour témoigner sa passion et son amour pour Gabrielle, il n'hésite pas à prendre des risques et à braver les interdits, au point même de mettre sa vie en danger.

## Fiche technique
- Réalisation : Frédéric Louf
- Scénario : Frédéric Louf et Régis Jaulin
- Photographie : Samuel Collardey
- Musique : Bo Van Der Werf et Jozef Dumoulin
- Montage : Françoise Tourmen
- Son : Philippe Welsh, Fanny Martin et Christophe Vingtrinier
- Durée : 92 minutes
- Date de sortie : 
  - France : 20 juillet 2011
- Langue : français
- Matériel utilisé pour le tournage : Canon EOS-1D[1]

## Distribution
- Pierre Niney : Primo Bramsi
- Audrey Bastien : Delphine
- Lou de Laâge : Gabrielle
- Ali Marhyar : Malick, voisin et ami de Primo
- Victor Bessière : Paul
- Michel Vuillermoz : Pierre Bramsi, père de Primo
- Catherine Chevalier : Françoise Bramsi, mère de Primo
- Hervé Pierre : le père de Delphine
- Johan Libéreau : Nino Bramsi, frère de Primo
- Odile Vuillemin : Marie-Ange Bramsi, épouse de Nino, belle-sœur de Primo
- Mathieu Lourdel : Olivier
- Yohan Djabour : Jean-Yves
- Thomas Chabrol : le professeur de mathématiques de Primo
- Rachid Benbouchta : Rachid